# Крыштофовка
Крыштофовка (укр. Криштофівка) — посёлок, входит в Могилёв-Подольский район Винницкой области Украины.
Население по переписи 2001 года составляло 120 человек. Почтовый индекс — 24052. Телефонный код — 4332. Занимает площадь 0,37 км².

## Местный совет
24052, Винницкая обл., Могилёв-Подольский р-н, с. Бронница, ул. 50-летия Октября